# Comisión de Productividad, Precios e Ingresos
La Comisión de Productividad, Precios e Ingresos de Uruguay (Coprin) fue un organismo creado por la ley N° 13.720 del  16 de diciembre de 1968 cuya finalidad era articular medidas encaminadas a contrarrestar la alta inflación, promover niveles óptimos en la producción y lograr una equitativa distribución del ingreso.
En la práctica, la Coprin: 
- Formulaba categorías de actividades;
- Fijaba periódicamente las remuneraciones mínimas y máximas para cada categoría salarial;
- Ajustaba las normas de los convenios colectivos y laudos de consejos de salarios;
- Fijaba precios máximos a los bienes y servicios considerados esenciales o convenientes para el consumo popular;
- Actuaba como órgano de consulta del Poder Ejecutivo en asuntos relativos a productividad, precios, ingresos o cuestiones laborales;
- Actuaba como órgano de conciliación en situaciones conflictivas de carácter laboral.

## Antecedentes
La Coprin fue parcialmente continuadora del Consejo Nacional de Subsistencias y Contralor de Precios (Subsistencias), creado por la ley N° 10.940 del 19 de septiembre de 1947. Entre sus cometidos, Subsistencias tenía el de realizar el contralor de existencias, precios y costos de los artículos de primera necesidad.
Durante el gobierno del Gral. Óscar Gestido (de marzo a diciembre de 1967) se produjo un episodio de alza desmesurada de los precios. En 1967 en Índice de Precios del Consumo (IPC) subió 135,9%. Gestido falleció en diciembre de ese año y le sucedió su Vice: Jorge Pacheco Areco. Ante esta situación, 28 de junio de 1968 el gobierno dictó el decreto N° 420/68 el que, utilizando el mecanismo constitucional de las medidas prontas de seguridad, estableció la congelación total de precios y salarios.
La estrategia de congelación de precios y salarios para combatir la inflación era defendida por varios dirigentes del Partido Colorado, entre ellos el entonces senador Jorge Batlle Ibáñez. La constitucionalidad del decreto que dispuso la congelación fue muy discutida, ya que se sostenía que las medidas prontas de seguridad no estaban previstas para eso. Pero desde el gobierno, el secretario de la Presidencia, Héctor Giorgi, sostuvo que sí era constitucional.
A los seis meses la medida se transformó en ley, con lo que se salió, en parte, del esquema de medidas prontas de seguridad. Con el decreto el 28 de junio de 1968 se inició un proceso que dio en llamarse de medidas prontas de seguridad económicas, por las que se incursionó en diversos temas, incluso en temas relacionados con alquileres. Con las medidas prontas de seguridad el gobierno creó una estructura de conducción económica que se superpuso a las leyes existentes.
En el proceso de discusión de la ley de la Coprin se manejaron diferentes nombres para el organismo. Primero se habló de “Comisión Sectorial de Productividad, Precios e Ingresos” (Coseprin), después de “Consejo Superior de Productividad, Precios e Ingresos” (Cosuprin), aunque finalmente se optó por Coprin.

## Actuación
La Coprin tenía una integración tripartita:
- Cinco miembros designados por el Poder Ejecutivo;
- Dos miembros propuestos por el sector empresarial; y
- Dos miembros propuestos por los trabajadores.

Los representantes de empresarios y trabajadores eran elegidos por el Poder Ejecutivo de listas de seis candidatos que le proponían las entidades empresariales y laborales representativas de la industria y el comercio con personería jurídica. 
La Coprin devino en el eje central de la política económica del gobierno de Jorge Pacheco Areco. Casi nada escapaba a su control. Desde el precio de un tractor, al del papel higiénico, pasando por alimentos y bebidas. Desde el salario de un gerente bancario al de un sereno. Cada precio y cada salario era cuidadosamente analizado y así se determinaba si el aumento de sus diversos componentes ameritaba una suba del mismo y en cuánto. Cuando las empresas no respetaban los dictados de la Coprin eran multadas y sus responsables podían llegar a ser enjuiciados bajo el régimen de las medidas prontas de seguridad. 
Su primer presidente fue el teniente retirado y contador público, Ángel Servetti, que fiscalizó estrictamente a los empresarios. Servetti fue posteriormente director de la Oficina de Planeamiento y Presupuesto y ministro de Obras Públicas.
La actuación de la Coprin era complementada con la de Subsistencias, que recorría los comercios, no sólo para asegurarse que los precios fijados por la Coprin se cumplieran, sino que ningún comerciante “stockeara” mercadería para vender “en negro” o para generar escasez artificial, o que alterara sus balanzas para despachar menos mercadería de la debida. Complementariamente, Subsistencias fue creciendo como “ente testigo”, vendiendo por sí mismo productos de consumo popular. 
Pensado como un régimen transitorio, la fijación administrativa de precios y salarios terminó siendo un régimen permanente, utilizado políticamente por el pachequismo en vísperas de la campaña electoral de 1971, con consecuencias que tuvo que administrar el gobierno que asumió en 1972 y, en particular, el nuevo ministro de Economía y Finanzas, Francisco  Forteza.
En 1978, por el decreto-ley N° 14.791 del 8 de junio, esta institución fue sustituida por la Dirección Nacional de Costos, Precios e Ingresos (Dinacoprin), manteniendo el principio de centralización en la fijación de los salarios. La Dinacoprin pasó a ser una dependencia del Ministerio de Economía y Finanzas.
En los años 1990 la Dinacoprin fue suprimida, aunque las leyes de creación de la Coprin y la Dinacoprin no fueron derogadas. Uno de los directores de la Dinacoprin fue el posteriormente ministro de Economía y Finanzas, Valentín Arismendi.
Por el decreto-ley N° 15.167 del 6 de agosto de 1981 el Consejo Nacional de Subsistencias y contralor de Precios se transformó en la Dirección Nacional de Subsistencias, dependiente del Ministerio de Economía y Finanzas. Por ley N° 16.736 del 5 de enero de 1996 los cometidos, facultades y funciones de la Dirección Nacional de Subsistencias fueron asignadas al Instituto Nacional de Abastecimiento (INDA).
Actualmente la supervisión del cumplimiento de las normas sobre precios fijados administrativamente la realiza la Dirección General de Comercio del Ministerio de Economía y Finanzas.

## En la cultura popular
La canción "La coprinera" del cantante popular Pancho Viera gira en torno a la nacimiento, vida y muerte de este organismo.

Es la hija benjamina, de Doña Seguridades [...] En lo que respecta al padre, ya lo sabe el más simplote, que es hija de los esfuerzos de Don Sable y Don Garrote...
Y ahora se ha puesto de moda, La coprinera una moza, con los ricos querendona, con los pobres, desdeñosa

Refiriéndose a la Coprin, el autor afirmó que "es un enorme aparato que ha debilitado el estándar de vida del obrero a condiciones poco menos que infrahumanas".